# Капотня (бывшее село)
Капотня — село на юго-востоке Москвы, на левом берегу Москвы-реки, вошедшее в состав Москвы в 1960 г.

## Географическое расположение
Село находилось на территории современного района Капотня.

## Происхождение названия
Предположительно название села происходит от слова «коптить» — местные жители занимались, по видимости, рыбной ловлей и коптили рыбу.

## История
На территории Капотни когда-то находилось городище железного века. На городище могли проживать от 10 до 100 людей в нескольких домах.
Село Копотенское впервые упоминается в 1331 г. в завещании московского князя Ивана Даниловича Калиты.
В XV веке село связано с Николо-Угрешским монастырем, которому оно перешло между 1423 и 1463 годами. О том, как развивалась Капотня в XVII в. практически ничего не известно. К 1624 г. в селе находились деревянная церковь Рождества Пречистой Богородицы, три двора церковного причта и 22 крестьянских двора.
К 1646 г. население монастырской вотчины увеличилось до 36 крестьянских и бобыльских дворов. , в 1675 г. здесь отмечен 31 двор, а в 1704 г. — 41 двор.
Сохранились воспоминания о восстании крестьян Капотни в январе 1756 г. Жители села были обложены различными налогами и поборами, их возмущение вылилось в восстание c требованием сместить игумена Иллариона. Даже вооружённые солдаты не смогли успокоить крестьян, которые полностью блокировали монастырь.
Крестьяне отправили прошение самой императрице с просьбой избавить их от игумена Иллариона. После расследования его отправили служить в другой монастырь, а крестьян освободили от поборов. Они должны были платить только единый оброк, который составлял 1 рубль с мужчины..
В 1764 г. владения монастыря были изъяты, крестьяне, проживавшие в Капотне оказались в ведении Коллегии экономии. В 1789 г. из Екатерининской пустыни Подольского уезда в село перевезли новую деревянную церковь. В 1866—1870 гг. рядом с ней возвели новую церковь Рождества Богородицы.
В середине XIX в. Капотне проживало 258 мужчин и 287 женщин. К концу XIX в. в селе было уже 633 человека. В 1882 году Товарищество Московского пароходства выкупило у жителей местных деревень все луга вдоль побережья Москвы-реки, чтобы построить шлюз и плотину.
Среди первых промышленных предприятий, построенных в Капотне, было кирпичное производство Герасима Петровича Блудова, а в соседнем Чагине стали работать два торфяных завода.
В XX веке в Капотне построили крупный завод по переработке нефти. Это место выбрали преимущественно из-за близости воды, которая необходима в производстве.
С 1954 г. в Капотне стали жить преимущественно работники нефтеперерабатывающего завода, а в 1960 году этот посёлок вошёл в черту Москвы.

## Смерч 1904 г
29 июня 1904 г. по территории окраин Москвы того времени прошел настоящий ураган, от которого пострадали многие деревни и села. Первыми удару стихии подверглись село Капотня и деревня Чагино.

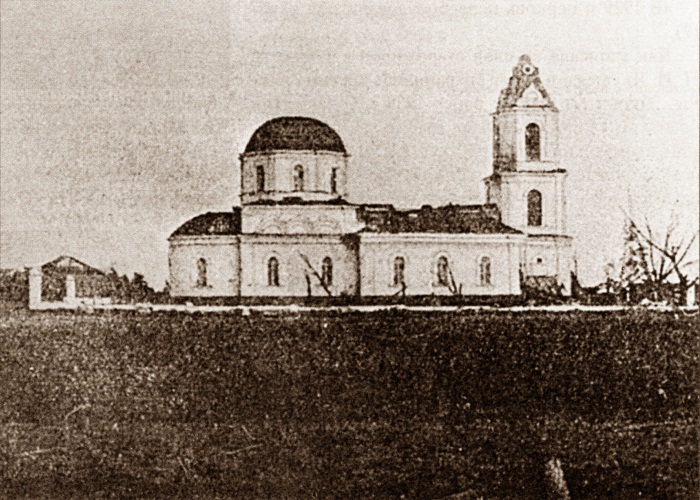
Церковь Рождества в Капотне после урагана

## Личности, связанные с местом
12 июля 1958 года в Капотне родился известный рок-музыкант Валерий Кипелов.